# Lorditomaeus proditor
Lorditomaeus proditor är en skalbaggsart som beskrevs av Raffaello Gestro 1895. Lorditomaeus proditor ingår i släktet Lorditomaeus och familjen Aphodiidae. Inga underarter finns listade i Catalogue of Life.